# Horní Kozolupy
Horní Kozolupy är en ort i Tjeckien.   Den ligger i regionen Plzeň, i den västra delen av landet, 110 km väster om huvudstaden Prag. Horní Kozolupy ligger 515 meter över havet och antalet invånare är 269.
Terrängen runt Horní Kozolupy är lite kuperad. Runt Horní Kozolupy är det ganska tätbefolkat, med 65 invånare per kvadratkilometer. Närmaste större samhälle är Stříbro, 9,9 km söder om Horní Kozolupy. I omgivningarna runt Horní Kozolupy växer i huvudsak blandskog.